# Uliczny adwokat
Uliczny adwokat (Obrońca ulicy), (ang. The Street Lawyer) – dziewiąta powieść prawnicza amerykańskiego pisarza Johna Grishama. Pierwszy raz została wydana w 1998 roku w twardej oprawie przez wydawnictwo Doubleday.

## Powieść
Akcja powieści toczy się w Waszyngtonie. Głównym bohaterem jest Michael Brock, dobrze zarabiający młody prawnik, pracujący dla firmy prawniczej "Drake & Sweeney". Żyje w ciągłym pośpiechu, biorąc udział w gorączkowym "wyścigu szczurów" nie ma czasu na zastanawianie się nad istotą życia. Świat Michaela zostaje przewrócony do góry nogami, kiedy pewnego dnia do jego gabinetu wkracza bezdomny, Devon Hardy, wściekły na firmę prawniczą za wyeksmitowanie jego i kilku innych lokatorów z domu. Prawnik i jego ośmiu kolegów omal nie tracą życia z rąk włóczęgi, który przez kilka godzin przetrzymuje ich w sali konferencyjnej, grożąc bronią, ale zostaje zastrzelony przez policyjnego snajpera. Później rozpada się małżeństwo Brocka z żoną Claire. Pod wpływem wydarzeń w kancelarii Michael zmienia swój system wartości – nie potrafi już dłużej uprawiać zawodu tylko dla pieniędzy, chce to robić w zgodzie z własnym sumieniem. Zostaje tytułowym Ulicznym adwokatem, zatrudnia się w firmie pomagającej bezdomnym, prowadzonej przez Mordecaia Greena. Razem z nim, Abrahamem Lebowem i Sofią Mendozą stawia czoła trudnym problemom bezdomnych i na własną rękę prowadzi śledztwo w sprawie eksmisji Devona Hardy'ego. Pomocy udziela mu pracownik niższego szczebla w kancelarii "Drake & Sweeney", Hector Palma, który przypłaca to przeniesieniem do Chicago. Okazuje się, że eksmisja była nielegalna. Brock walczy o wysokie odszkodowania dla byłych lokatorów, występuje nawet przeciwko swojej starej firmie, ale w końcu czuje się szczęśliwy i spełniony, szczególnie, że z wzajemnością zakochuje się w kierowniczce domu odwykowego, Megan.

## Bohaterowie
- Michael Brock – młody, zamożny, ambitny prawnik, pracujący w kancelarii prawniczej "Drake & Sweeney".
- Mordecai Green – uliczny adwokat, szef firmy, w której zatrudnia się Michael.
- Claire Brock – żona Michaela, dobrze zapowiadający się neurochirurg; rozstaje się z Michaelem dla innego mężczyzny.
- Devon Hardy – bezdomny, który chciał zemścić się na prawnikach firmy "Drake & Sweeney" za eksmisję z domu jego i kilku innych lokatorów.
- Barry Nuzzo – prawnik w kancelarii "Drake & Sweeney", przyjaciel Michaela; ma żonę i trójkę dzieci.
- Rudolph Mayes – wspólnik w kancelarii "Drake & Sweeney", bezpośredni przełożony Michaela.
- Arthur Jacobs – starszy wspólnik w kancelarii "Drake & Sweeney".
- Braden Chance – prawnik mieszkaniowy, wspólnik w kancelarii "Drake & Sweeney".
- Hector Palma – podwładny Bradena Chance'a, który pomaga Michaelowi i dostarcza mu tajne akta firmy "Drake & Sweeney", za co zostaje przeniesiony do Chicago.
- Donald Rafter – wspólnik w kancelarii "Drake & Sweeney", cieszący się ogólnym brakiem sympatii.
- Ruby – bezdomna narkomanka i alkoholiczka, której pomaga Michael.
- Lontae Burton – bezdomna kobieta, wraz z  czworgiem dzieci, Ontariem, Alonzem, Dante i Temeko, zamarzają w samochodzie.
- Megan – kierowniczka domu odwykowego "Naomi", do którego przychodzi Ruby; zaczyna ją coś łączyć z Michaelem.
- Abraham Lebow – uliczny adwokat, współpracujący z Mordecaiem Greenem.
- Sofia Mendoza – pracownica socjalna, współpracująca z Mordecaiem Greenem i Abrahamem Lebowem.
- Tillman Gantry – były alfons, drobny cwaniaczek, dwukrotnie skazany za przestępstwa.